# Palmanova

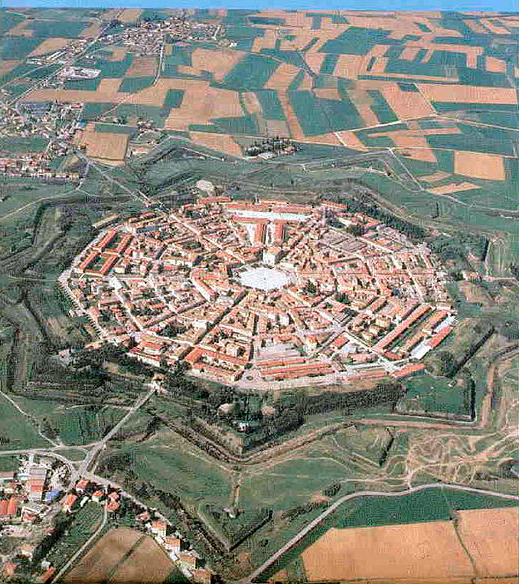
Palmanova, letecký pohled

Palmanova (furlansky Palme) je italské město v oblasti Furlansko-Julské Benátsko, 20 km od Udine, 28 km od Gorizie, 55 km od Terstu, 113 km od Benátek a 624 km od Říma. U města je křižovatka dálnic A4 a A23, po kterých jsou vedeny páteřní evropské silnice E55 a E70.

## Historie
Benátská republika začala Palmanovu budovat v roce 1593, původně jako pevnost proti útokům Turků. Autorem plánů na půdorysu ve tvaru devíticípé hvězdy je významný architekt Giulio Savorgnan. Město má trojí opevnění: první dvě obranné linie byly vybudovány v období Benátské republiky, poslední byla dokončena v napoleonské době. Každé z opevnění bylo budováno s ohledem na předchozí tak, aby vznikla symetrická devíticípá hvězda. Celé opevněné město Palmanova bylo v roce 2017 zapsáno na seznam světového kulturního dědictví UNESCO společně s dalšími lokalitami pod jednotným zápisem „Benátské obranné stavby z období 15. až 17. století: Stato da Terra – západní Stato da Mar“.
Po pádu Benátské republiky se město na čas dostalo pod habsburskou monarchii, ale roku 1805 je ovládl Napoleon Bonaparte. Poté se Palmanova opět dostala do rukou Rakušanů, kteří jí vládli od 1814 do 1866, kdy město ztratili v rámci Třetí italské války za nezávislost. Během první světové války zde byly nejdříve nemocnice a skladiště, sloužící jako podpora jednotkám na řece Isonzo. Po Průlomu u Caporetta ustupující italské jednotky pevnost zapálily. V roce 1960 bylo město zapsáno jako Národní památka.

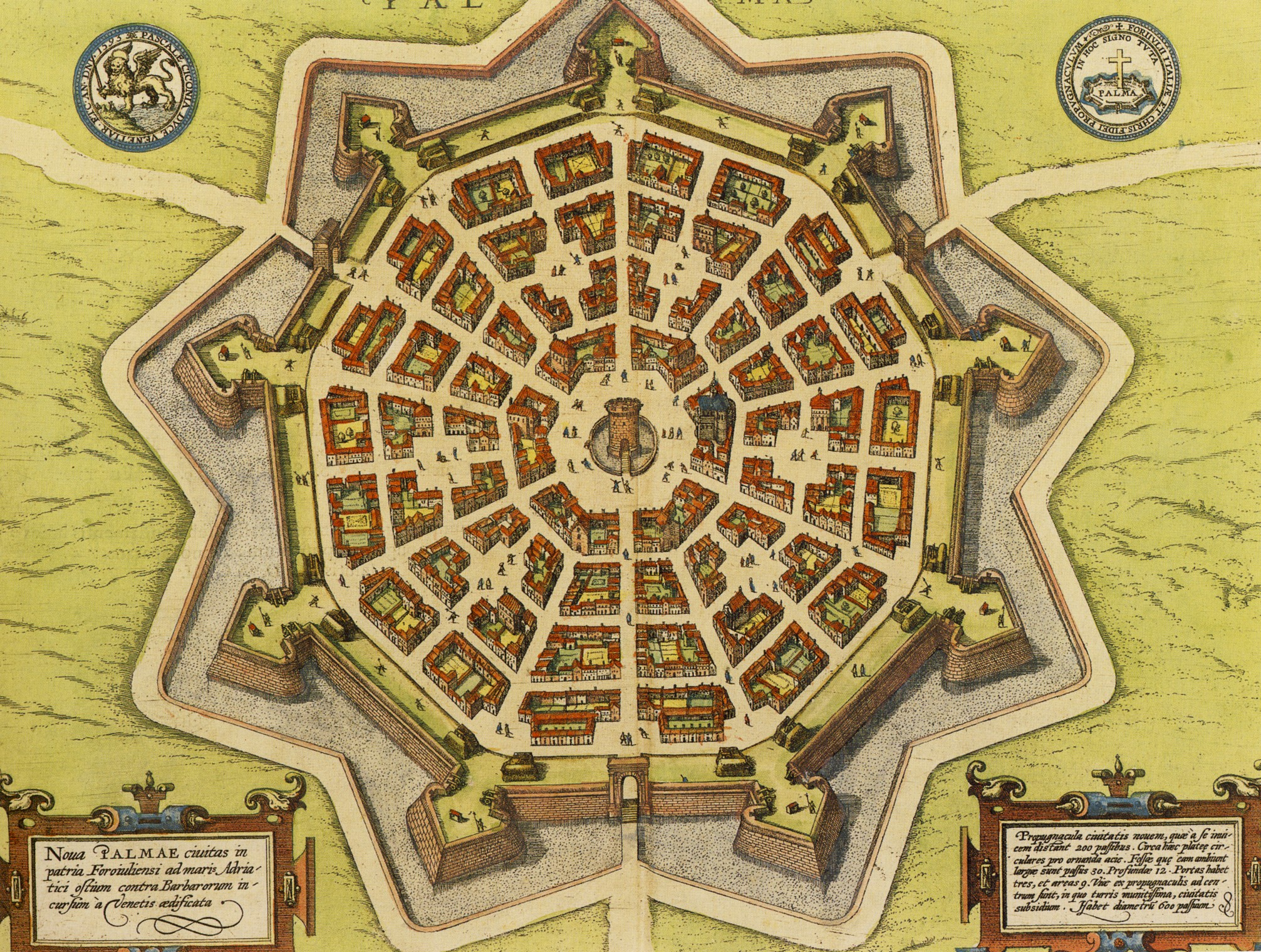
Historická mapa města

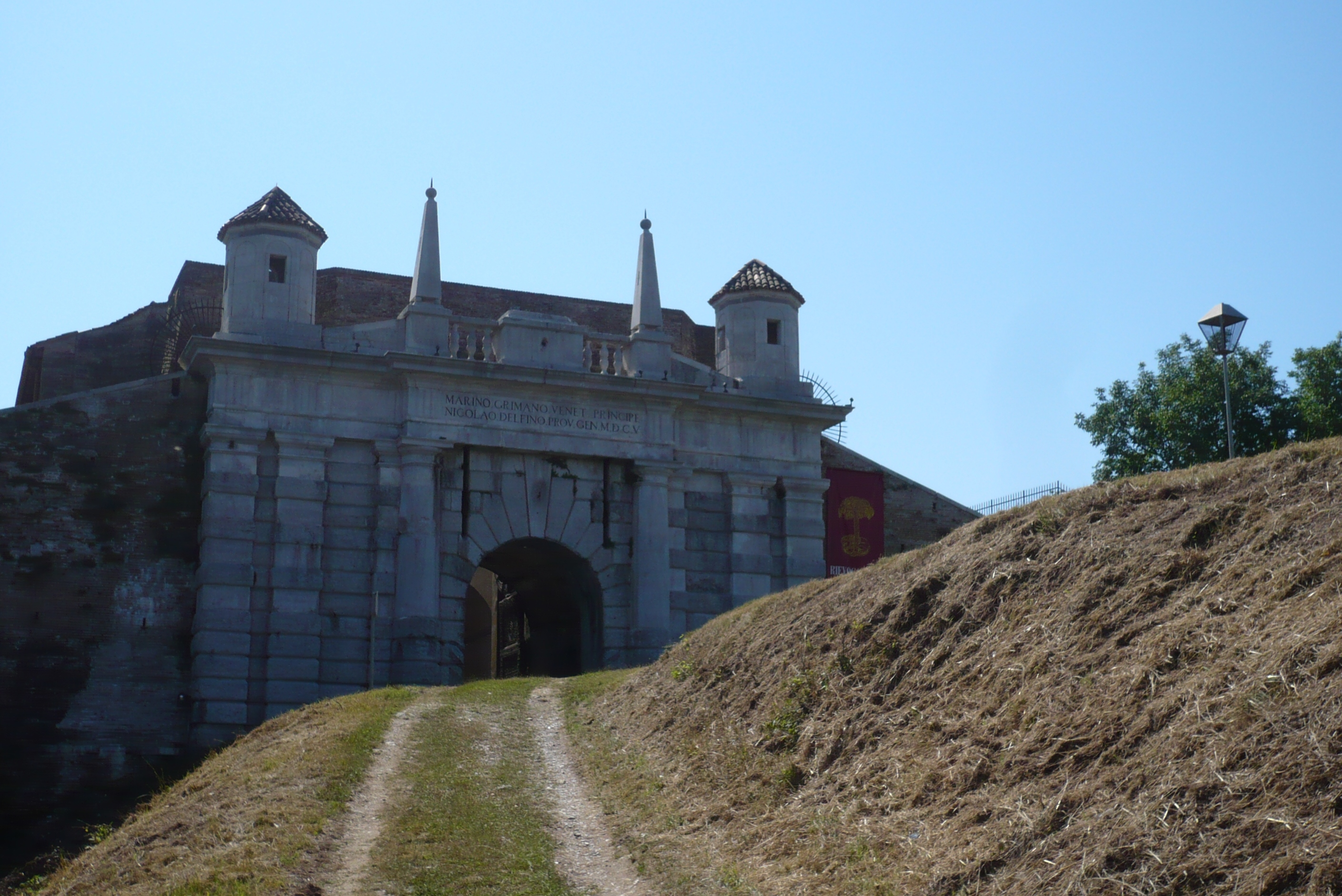
Část městského opevnění

## Významné stavby
- Tři monumentální brány, které umožňují vstup do města: Porta Udine, Porta Cividale a Porta Aquileia.
- Piazza Grande, hlavní náměstí Palmanovy. Uprostřed stojí vysoká korouhev s italskou vlajkou, symbol města.
- Chrám z let 1615–1636), stojící na Piazza Grande je nejlepším příkladem benátské architektury v oblasti Furlansko-Julské Benátsko.

## Akce
- Druhou neděli v červenci se koná historická evokace.
- 7. října se slaví Santa Giustina, patronka města.